# Élise Paré-Tousignant
Pour les articles homonymes, voir Tousignant.
Élise Paré-Tousignant (Deschambault, 22 juillet 1937 - Québec, 8 août 2018) est une des grandes figures du monde de la musique au Québec.

## Biographie

### Carrière

#### À l'Université Laval
Élise Paré-Tousignant est diplômée de l'École de musique de l'Université Laval en 1958. L'année suivante, elle est engagée en tant qu'enseignante de musique dans une commission scolaire du Québec. En 1961, l'École de musique de l'Université Laval lance son programme de baccalauréat en éducation musicale. Elle collabore alors, entre autres, à l'élaboration du nouveau programme de formation des maîtres. Il s'agit du début d'une longue et prolifique carrière à l'Université en tant qu'enseignante, mais aussi en tant qu'administratrice : vice-doyenne et doyenne de la Faculté des arts d'abord puis, en 1987, vice-rectrice aux ressources humaines et, par la suite, présidente de la Commission des affaires étudiantes. En tant que vice-rectrice, elle devient ainsi la toute première femme à occuper un poste de gestionnaire de cette envergure à l'Université Laval. Au fil de sa carrière et de ses activités professionnelles, elle a travaillé à une meilleure représentation des femmes à l'Université ainsi que dans les différentes instances décisionnelles. L'Université Laval lui doit ainsi sa première mesure d'accès à l'égalité.

#### Ailleurs
Entre 1993 et 2001, elle est directrice artistique Domaine Forget de Saint-Irénée. En 1994, elle devient l'une des premières membres du Conseil des arts et des lettres du Québec. De 2004 à 2008, elle fut la présidente du conseil d'administration de la Société du Palais Montcalm.
En 1995, elle est nommée commissaire des États généraux de l'éducation par Jean Garon.
Elle a aussi siégé à plusieurs autres conseils d'administration : les Violons du Roy, l'Orchestre symphonique de Québec, la Fondation du théâtre du Trident et la Fondation Claude-Lavoie.
Élise Paré-Tousignant était aussi impliquée dans sa communauté natale de Deschambault-Grondines. Elle fut l'une des fondatrices de la Société du Vieux-Presbytère et a siégé jusqu'à son décès au conseil d'administration de Culture et Patrimoine Deschambault-Grondines (CPDG). Elle y était notamment responsable du chœur, qu'elle avait initié pour marquer le passage à l'an 2000. 

## Prix et distinctions
1998 - Médaille Gloire de l'Escolle
2003 - Chevalier de l'Ordre des Palmes académiques
2006 - Officière de l'Ordre national du Québec
2011 - Hommage du Conseil québécois de la musique pour l'ensemble de son œuvre
2015 - Compagne de l'Ordre des arts et des lettres du Québec
2017 - Membre de l'Ordre du Canada